# Hyeonjong (Goryeo)
König Hyeonjong (koreanisch 현종; * 1. August 992 in Kaesŏng, Königreich Goryeo; † 17. Juni 1031 in Kaesŏng, Goryeo) war während seiner Regierungszeit von 1009 bis 1031 der 8. König des Goryeo-Reiches und der Goryeo-Dynastie (고려왕조) (918–1392).

## Leben
Hyeonjong war ein Enkel des Gründers Goryeos, König Taejo (태조), und Sohn von Anjong (안종), dem fünften Sohn Taejos. Hyeonjongs Mutter war Königin Heonjeong (헌정), die dem Kaeseong Wang Clan entstammte. Zu seiner Geburt bekam Hyeonjong den Namen Wang Sun (왕순) verliehen. Während seiner Regentschaft hatte Hyeonjong sieben Königinnen zur Frau und sechs weitere Nebenfrauen. Seine Söhne Deokjong (덕종), Jeongjong (정종) und Munjong (문종) wurde später in der genannten Reihenfolge selbst Könige des Goryeo-Reiches.
An die Macht kam König Hyeonjong durch eine Verschwörung gegen den amtierenden König Mokjong 목종 im Jahr 1009, an der Mokjongs Mutter und einige seiner angeheirateten Familienmitglieder beteiligt waren. Mokjong sollte ins Exil geschickt werden, erreichte dies aber nicht, da er von dem einflussreichen Militärkommandeur der nordwestlichen Kommandantur des Goryeo-Reichs, Gang Jo (강조) auf dem Weg ermordet wurde. Gang sorgte auch dafür, dass Hyeonjong umgehend zum König ernannt wurde. Doch die innenpolitischen Schwierigkeiten nutzte der Khitan-Kaiser der Liao-Dynastie Shengzong (遼聖宗) aus und fiel von Nordwesten in das Goryeo-Reich ein, was zur Folge hatte, dass der frisch gekrönte König Hyeonjong die Hauptstadt des Goryeo-Reiches, Kaesŏng (개성), verlassen musste und nach Naju (나주) im Südwesten des Landes floh.
Die kriegerischen Auseinandersetzungen zwischen den Kitanen und Goryeo zogen sich bis in das Jahr 1019, als König Hyeonjongs General Gang Gam-chan (강감찬) die Kitanen in einem ein Jahr dauernden Krieg schließlich bei Gwiju (귀주) im Norden Goryeos vernichtend schlug und nur wenige Soldaten der Kitanen dabei überlebten.
König Hyeonjong gab bereits im zweiten Jahr seiner Regierungszeit den Druck der Tripitaka Koreana (1. Version), in Korea auch Daejanggyeong (대장경) genannt, und der damit verbundenen Herstellung der Druckstöcke in Auftrag. Er beauftragte Choe Sawi (최사위), der schon unter König Mokjong verschiedene Positionen im Staat innehatte, mit der Aufsicht über das Projekt. Mit Hyeonjong Tod im Jahr 1031 wurde das Projekt allerdings  eingestellt und erst wieder unter König Munjong weiter geführt. Vollendet wurde das Werk im Jahr 1087 unter König Seonjong (선종) und während der Mongoleninvasion im Jahr 1232 durch Feuer vernichtet. König Hyeonjong ließ während seiner Regentschaft noch weitere Sutren mittels Holzdruckstöcke drucken.
Hyeonjong starb am 17. Juni 1031. Die Umstände seines Todes sind nicht bekannt, ebenso unbekannt ist sein Grab.